# Rayol-Canadel-sur-Mer
Rayol-Canadel-sur-Mer este o comună în departamentul Var din sud-estul Franței. În 2009 avea o populație de 679 de locuitori.

## Evoluția populației
| An        | 1975 | 1982 | 1990 | 1999 | 2006 | 2009 |
| --------- | ---- | ---- | ---- | ---- | ---- | ---- |
| Populație | 846  | 868  | 871  | 700  | 583  | 679  |